# Herscheleiland
Herschel (Inuit: Qikiqtaruk) is een onbewoond eiland in de Beaufortzee (in de Noordelijke IJszee) op 5 km uit de kust van het Canadese territorium Yukon.